# ヒシャルジ・ダニーロ・マシエウ・ソウザ・カンポス
ダニーロ（Danilo）ことヒシャルジ・ダニーロ・マシエウ・ソウザ・カンポス（Richard Danilo Maciel Sousa Campos, 1994年10月7日 - ）は、ブラジル・マラニョン州サン・ルイス出身の元サッカー選手。現役時代のポジションは、ミッドフィールダー（攻撃的ミッドフィールダー）。

## クラブ歴
マラニョン州サン・ルイスに生まれたが、2007年6月にアヤックス・アムステルダムの下部組織に加入。UEFAヨーロッパリーグ 2009-10のメンバーにも入った。
しかしプロ初出場を記録したのはスタンダール・リエージュであった。
2012年2月にFCメタルルフ・ドネツィクに加入。2014年7月にFCモルドヴィア・サランスクに移籍、2015年にFCドニプロに移籍。
2016年1月にアンタルヤスポルに移籍。
2019年1月にアル・ワフダ・アブダビに加入したが、翌月にFCディナモ・ミンスクに移籍した。
2020年6月29日、AELリマソールに移籍した。

## 代表歴
ベルギーのアンダー代表歴がある。

## 家族
父のヴァンベルト、弟のヴァンデルソン、いとこのサントス・ネトもサッカー選手。